# Todiramphus veneratus
Todiramphus veneratus là một loài chim trong họ Alcedinidae.
Đây là loài đặc hữu của Polynésie thuộc Pháp. Môi trường sống tự nhiên của chúng là rừng ẩm vùng đất thấp nhiệt đới hoặc cận nhiệt đới và các khu rừng vùng núi ẩm nhiệt đới hoặc cận nhiệt đới.